# Clitherall
Clitherall ist ein Ort im Otter Tail County in Minnesota, Vereinigte Staaten. Das U.S. Census Bureau hat bei der Volkszählung 2020 eine Einwohnerzahl von 62 ermittelt.

## Geographie
Nach den Angaben des United States Census Bureaus hat die Stadt eine Fläche von 0,5 km², die vollständig auf Land entfällt.
Minnesota State Highway 210 führt durch die Ortschaft.

## Demographie
Zum Zeitpunkt des United States Census 2000 bewohnten Clitherall 118 Personen die Stadt. Die Bevölkerungsdichte betrug 227,8 Personen pro km². Es gab 62 Wohneinheiten, durchschnittlich 119,7 pro km². Die Bevölkerung Clitheralls bestand zu 94,92 % aus Weißen, 4,24 % Schwarzen oder African American und 0,85 %  nannten zwei oder mehr Rassen.
Die Bewohner Clitheralls verteilten sich auf 51 Haushalte, von denen in 23,5 % Kinder unter 18 Jahren lebten. 58,8 % der Haushalte stellten Verheiratete, 2,0 % hatten einen weiblichen Haushaltsvorstand ohne Ehemann und 35,3 % bildeten keine Familien. 29,4 % der Haushalte bestanden aus Einzelpersonen und in 15,7 % aller Haushalte lebte jemand im Alter von 65 Jahren oder mehr alleine. Die durchschnittliche Haushaltsgröße betrug 2,31 und die durchschnittliche Familiengröße 2,91 Personen.
Die Stadtbevölkerung verteilte sich auf 23,7 % Minderjährige, 8,5 % 18–24-Jährige, 24,6 % 25–44-Jährige, 22,0 % 45–64-Jährige und 21,2 % im Alter von 65 Jahren oder mehr. Das Durchschnittsalter betrug 38 Jahre. Auf jeweils 100 Frauen entfielen 107,0 Männer. Bei den über 18-Jährigen entfielen auf 100 Frauen 104,5 Männer.
Das mittlere Haushaltseinkommen in Clitherall betrug 26.667 US-Dollar und das mittlere Familieneinkommen erreichte die Höhe von 30.625 US-Dollar. Das Durchschnittseinkommen der Männer betrug 25.625 US-Dollar, gegenüber 17.813 US-Dollar bei den Frauen. Das Pro-Kopf-Einkommen in Clitherall war 15.113 US-Dollar. 10,0 % der Bevölkerung und 6,5 % der Familien hatten ein Einkommen unterhalb der Armutsgrenze, davon waren keine der Minderjährigen und 9,1 % der Altersgruppe 65 Jahre und mehr betroffen.